# DJ Lethal
Leors Dimants (Riga, Letônia, 18 de dezembro de 1972), conhecido popularmente como DJ Lethal, é um produtor musical letão. Trabalha como DJ em canções de hip hop e rock. Seus trabalhos mais conhecidos são como parte das bandas House of Pain e Limp Bizkit, sendo que no segundo está desde 1996 fora um período de seis anos no qual tinha sido demitido por causa dos excessos de festas, bebidas e outras reclamações dos integrantes da banda. Destacou-se em 2006 ao colaborar com grande parte das canções do segundo álbum da banda Evanescence, The Open Door.

## Trabalhos
- Funkdoobiest: The Funkiest, Bow Wow Wow, The Funkiest(Lethal Dose Remix), Bow Wow Wow (Remix), It Ain't Goin' Down.
- The Whooliganz: Put Your Handz Up, All Acros The Map
- Sugar Ray: Iron Mic, 10 Seconds Down.
- Sepultura: Lookaway
- Xzibit: Front 2 Back, X
- Kurupt: Lay It On Back, Just Don't Give A Fuck.
- ILL Bill: This is War, Fuck Tony Montana, It's a Beautiful Thing.
- Biohazard: Waiting To Die
- Soulfly: Bleed, Quilombo
- Run-DMC: Them Girls, It's Like That Y'All
- Staind: Bring The Noise
- Korn: Freak on a Leash (Lethal Freak Mix)
- Sevendust: Waffle (DJ Lethal Remix)
- Rob Zombie: Meet The Creeper (Brute Man & Wonder Girl Mix)
- Coal Chamber: Notion
- Powerman 5000: Good Times Roll
- Slaine: Rich Man Poor Man, Get Otta of My Way, Jump Around 2005
- Danny Diablo: Bloodshed
- Down To Earth - Acid Jazz Wordldwide: Count, Souled
- Main Flow: Lethal Dose
- Everlast: I Got The Knack
- V And Legacy: Lunatik Derelikt, Lunatik Shadow
- B Real: Ownrisk
- Method Man: Dirty Talk
- Redman: Scream
- Chester Bennington de Linkin Park: State of the Art
- Pharaoh Monch: Hands Up